# Opel Corsa A
L'Opel Corsa A est une citadine polyvalente de la série Corsa construite par General Motors de l'automne 1982 jusque début 1993. En Grande-Bretagne, elle est proposée sous le nom de Vauxhall Nova.

## Historique du modèle

### Général
La Corsa A a été introduite en octobre 1982. Elle était produite à l'usine General Motors de Figueruelas, une ville de la province de Saragosse en Espagne.
La Corsa A a été le premier modèle d'Opel dans la catégorie des citadines polyvalentes - relativement tard après l'arrivée sur le marché de la Volkswagen Polo en mars 1975 et de la Ford Fiesta en mai 1976. Elle a poursuivie la conversion de la gamme des modèles Opel de la propulsion arrière à la traction avant, qui a commencé à l'été 1979 avec la Kadett D, qui fut la première Opel compacte à être équipée d'une traction avant. Le savoir-faire et diverses pièces ont été «recyclés» pour la Corsa A.
En Allemagne, la Corsa était disponible à partir de mars 1983 en version à hayon trois portes («CC») et en version tricorps deux portes («TR») avec le moteur 1.0 S OHV de 45 ch, le moteur 1.2 S OHC de 55 ch et le moteur 1.3 S OHC de 70 ch, la conception de base du moteur OHV remonte au moteur de 1,0 litre de la Kadett A présentée mi-1962.
À partir d'avril 1985, les deux variantes de carrosserie étaient également disponibles avec quatre ou cinq portes. Les variantes d'équipement ont reçu de nouveaux noms, le modèle standard auparavant sans nom a reçu le nom de LS, la Corsa Luxus a cédé la place à la Corsa GL et la Corsa Berlina a été remplacée par la Corsa GLS. La Corsa SR n'a été que légèrement modifiée, elle s'appelle désormais Corsa GT et n'est encore disponible qu'avec trois portes. La désignation TR pour les modèles tricorps a été omise. Il y avait de nouvelles couleurs et de nouveaux tissus à l'intérieur. Les anciennes bandes de protection latérales en plastique ont été remplacées par des protections en PVC souple comme celles de la Kadett E récemment sortie.
À partir de septembre 1985, il y avait un moteur 1.3i OHC (60 ch, avec pot catalytique). La bande grise en aluminium sur le couvercle du coffre a été omise sur le modèle tricorps.
À partir de mars 1986, le moteur 1.3 N OHC de 60 ch était également disponible dans la Corsa A. Il y avait aussi un moteur 1,2 N OHV développant 45 ch. La gamme de moteurs comprend désormais six versions.

### Aperçu en images

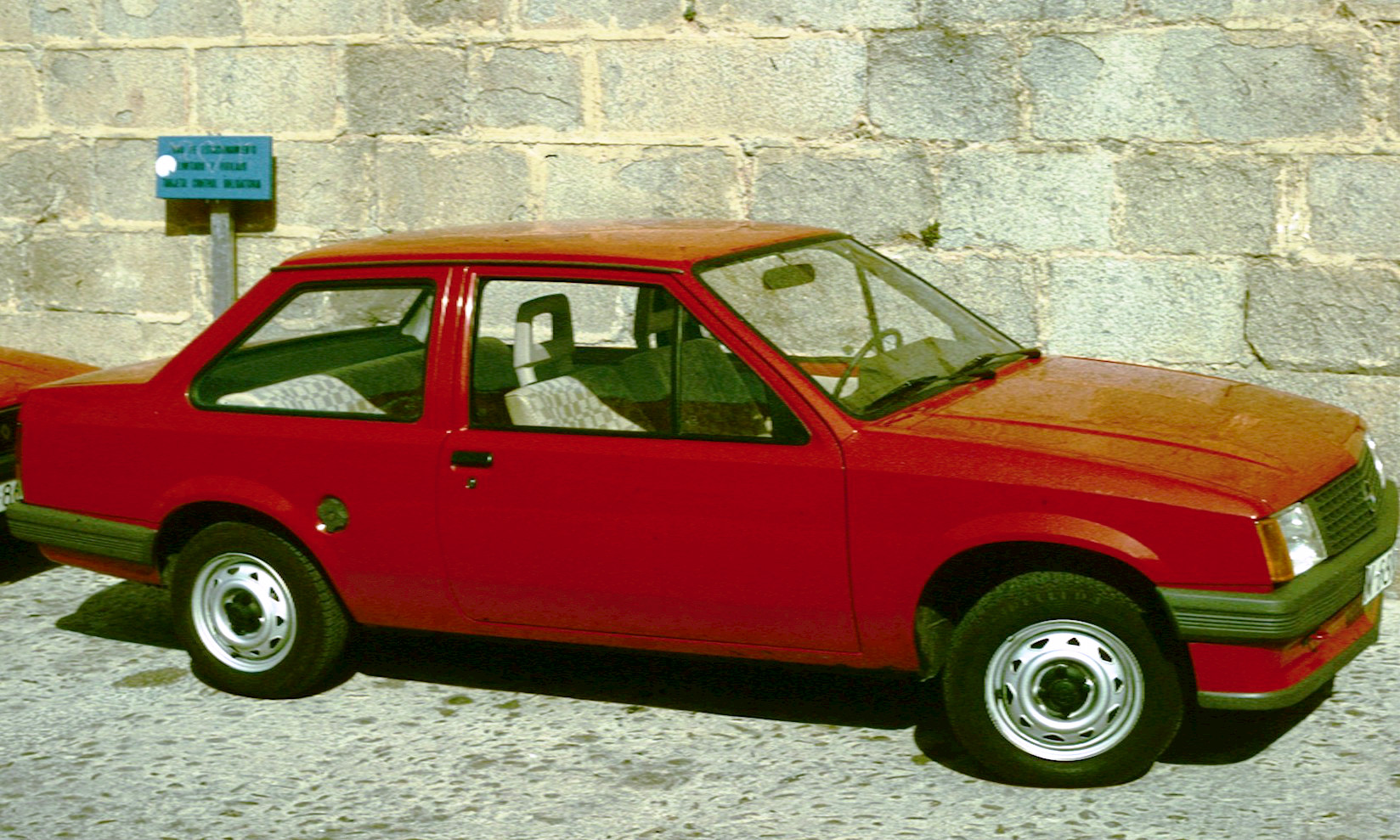
Opel Corsa TR Standard deux portes (1982–1985)
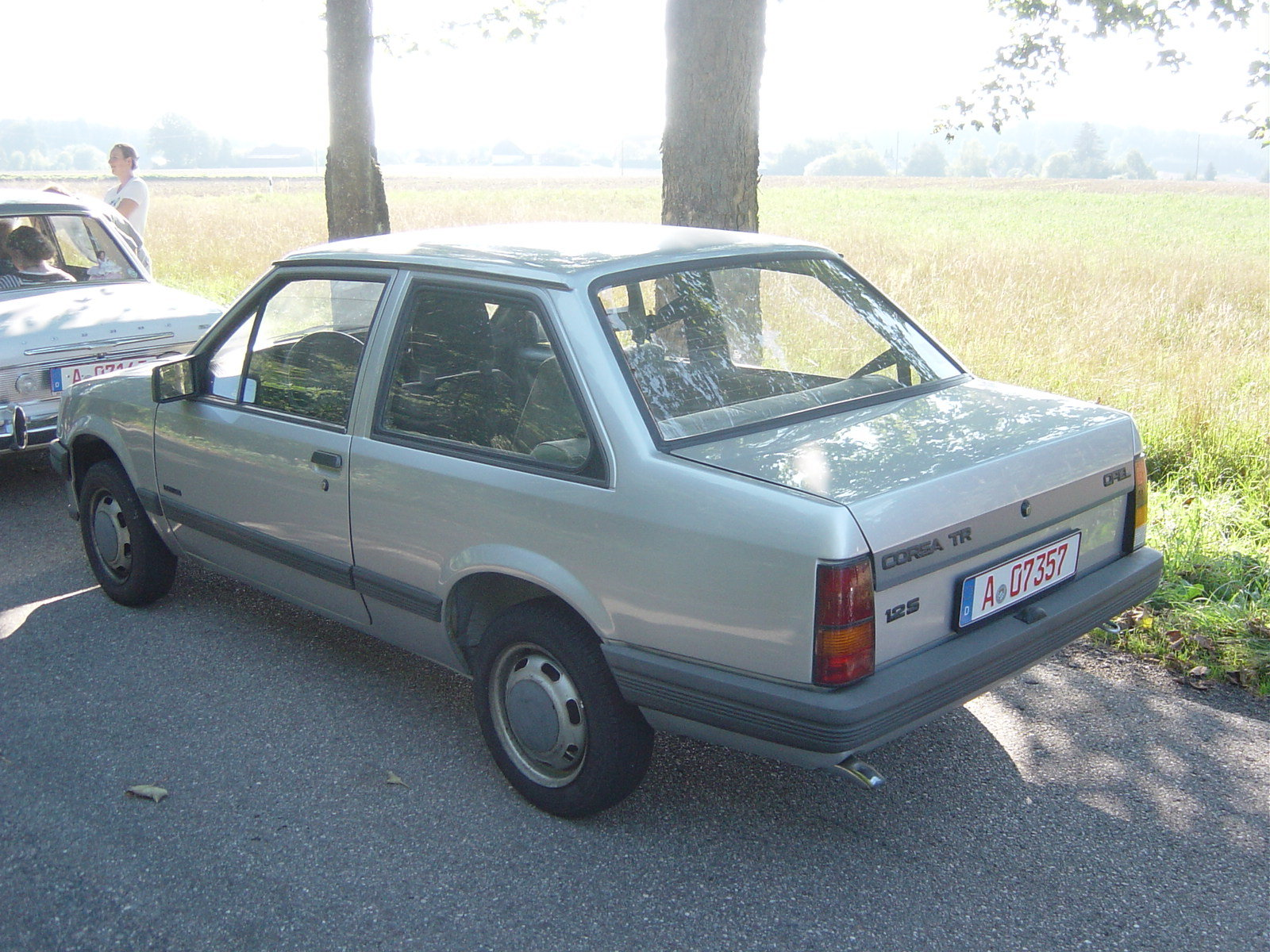
Opel Corsa TR Luxus deux portes  (1982–1985)
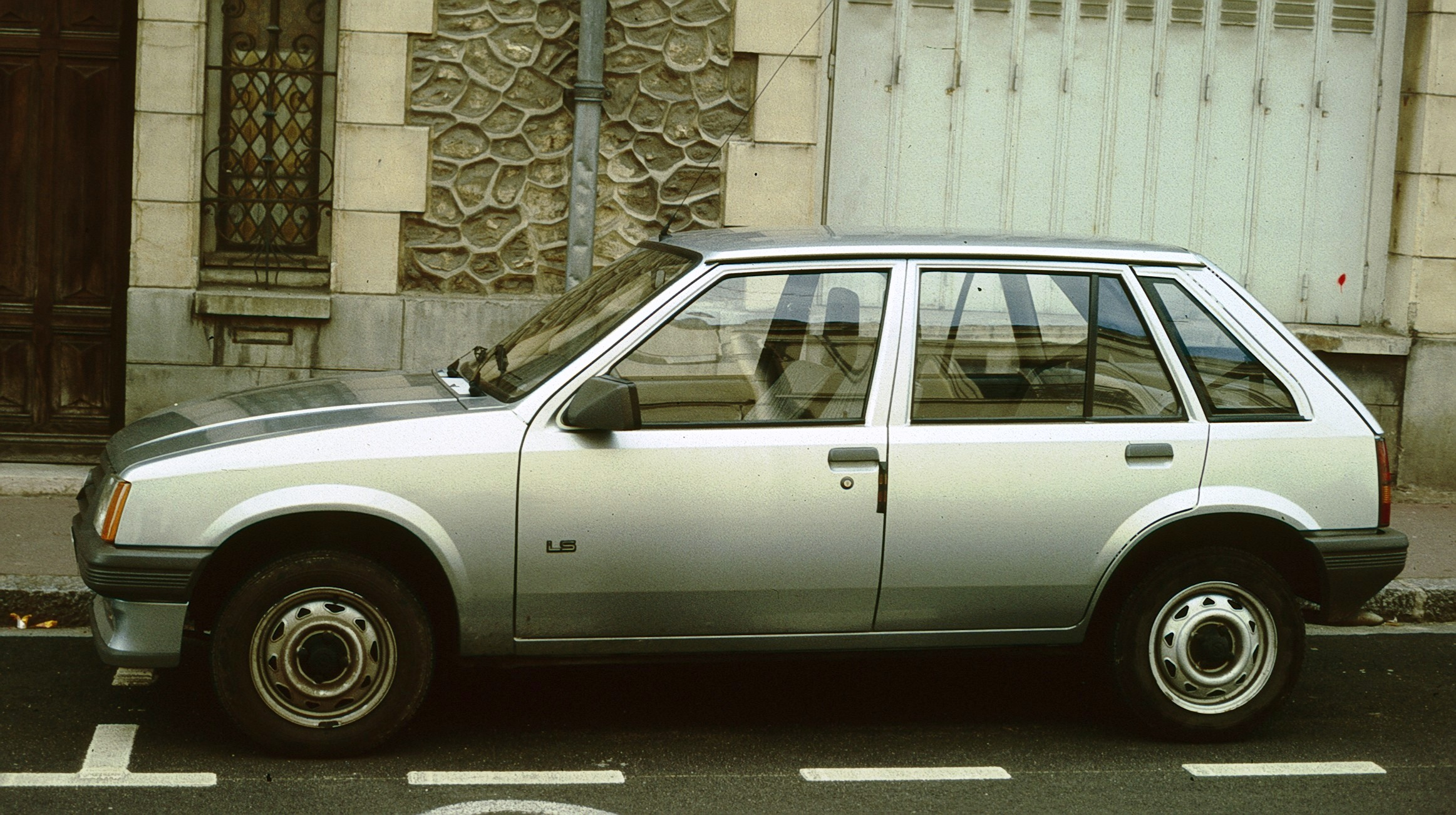
Opel Corsa LS cinq portes (1985–1987)
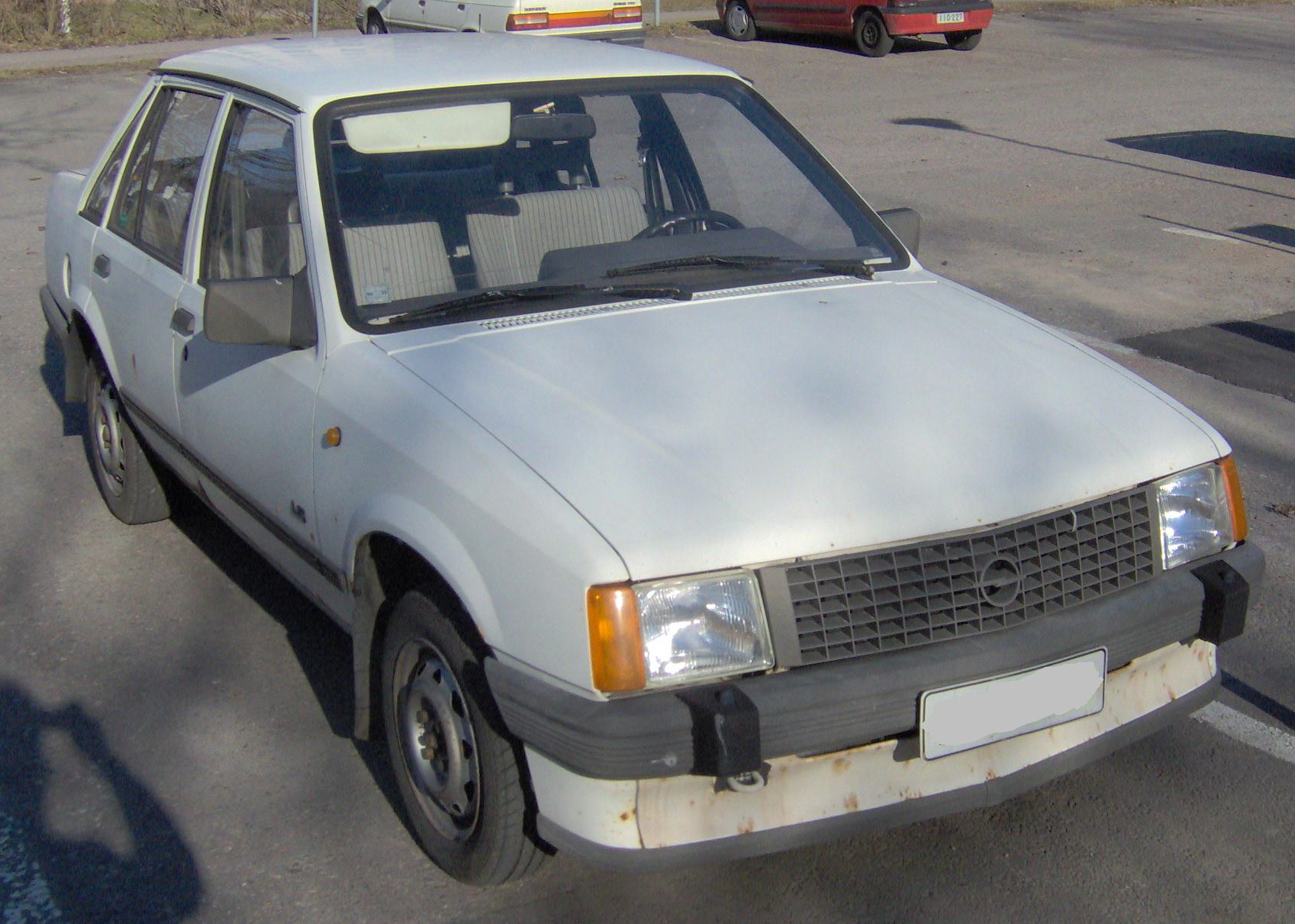
Opel Corsa LS quatre portes (1985–1987)
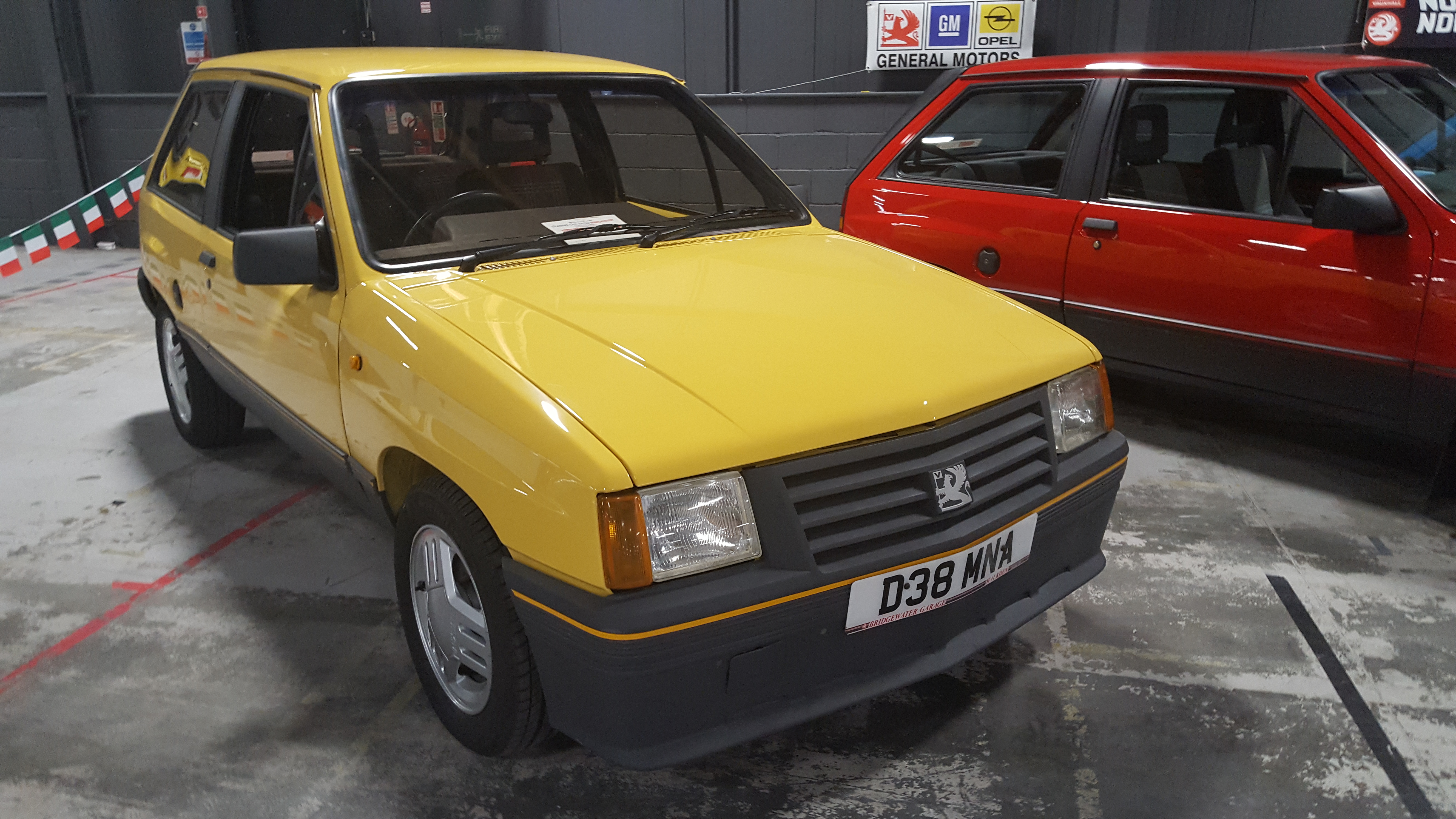
Vauxhall Nova (1982–1986)

### Lifting
Lors du premier lifting en août 1987, la calandre a été modifiée; depuis, les modèles tricorps et à hayon ont la même calandre, la GT et plus tard la GSi ont des calandres indépendantes. Une poignée avec déverrouillage à bouton-poussoir a été introduite sur le hayon des modèles à hayon, afin que le hayon puisse être ouvert sans clé (à moins qu'il ne soit verrouillé). Les versions tricorps ont conservé la serrure précédente sans bande pour une poignée. L'arrière a été ici renforcée par un panneau en plastique noir rainuré entre les feux arrière. Les pièces externes en plastique auparavant grises sont désormais bleu-gris. À l’intérieur (en plus des couleurs et tissus partiellement modifiés), des instruments modifiés utilisant la technologie de la lumière transmise ont été utilisés. La Corsa LS a été remplacée par la Corsa Swing, et une nouvelle Corsa GL considérablement améliorée a remplacé la Corsa GLS. Une nouvelle version d'entrée de gamme, simplement équipée, appelée Corsa City, disponible uniquement avec trois portes, a ensuite été ajoutée. Les nouveautés de la Corsa étaient les moteurs diesel d'Isuzu de 1,5 litre et 50 ch (code moteur d'Opel 4EC1), dont la dernière version turbo de 67 ch (code moteur d'Opel T4EC1).
Dans le même temps, les ventes des modèles tricorps ont été interrompues en Allemagne. Cependant, ils ont continué à sortir des chaînes de montage pour être exportés jusqu'à la fin de la production de la Corsa A en janvier 1993.
En mai 1988, la sportive Corsa GSi équipée d'un moteur OHC de 1,6 litre est arrivée sur le marché en tant que berline trois portes. Initialement, elle disposait de l'injection L3-Jetronic (E16SE, 74 kW/100 ch), puis de l'injection Motronic M1.5 (C16SEI, 72 kW/98 ch) et d'un catalyseur en option (en remplacement sur le marché allemand) à partir de 1989. Pour l'exportation (par exemple en Suisse), il était également disponible avec 75 ch (C16NZ).
En 1989, les moteurs de 1,3 litre ont été remplacés par des moteurs de 1,4 litre alésés.

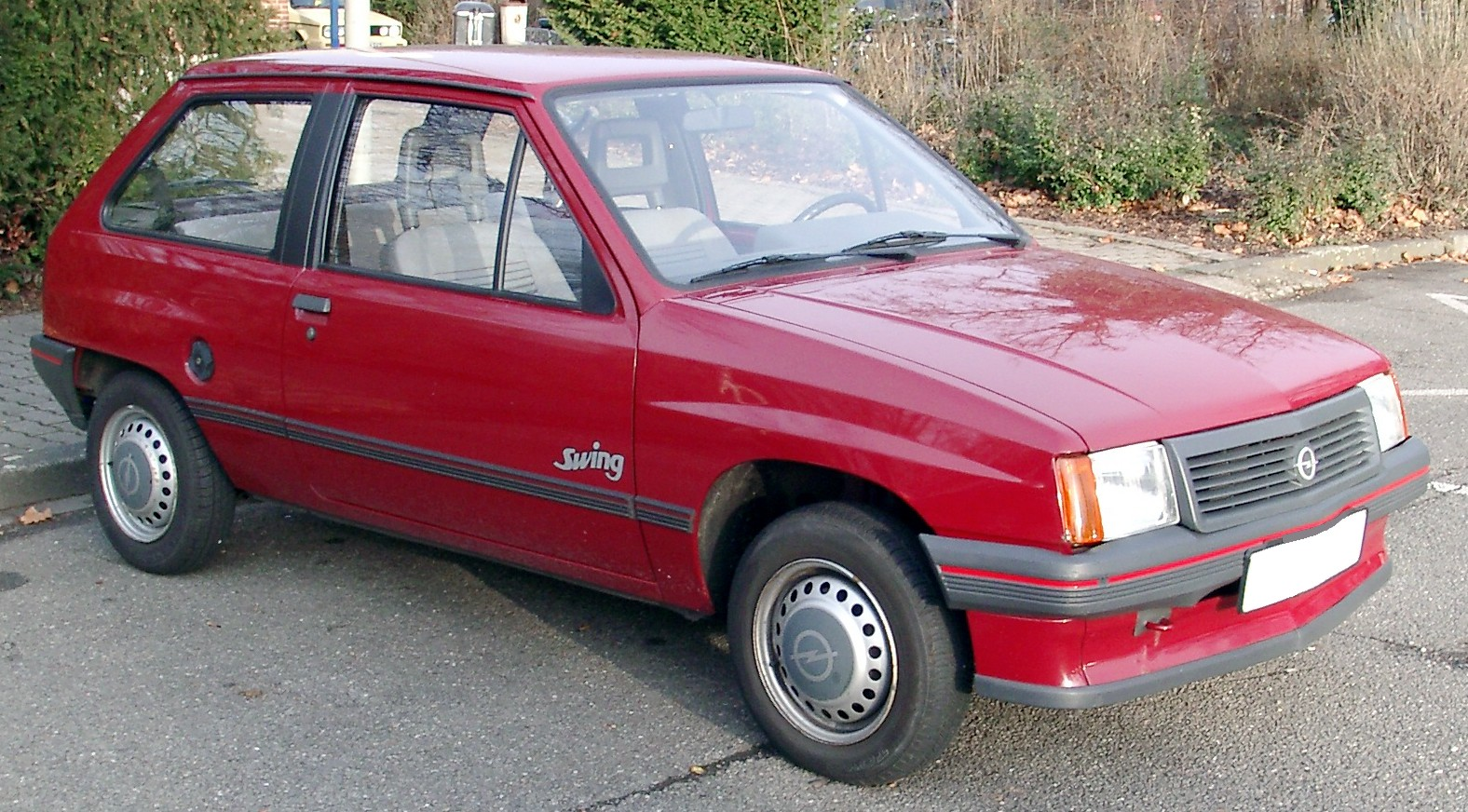
Opel Corsa Swing trois portes (1987–1990)
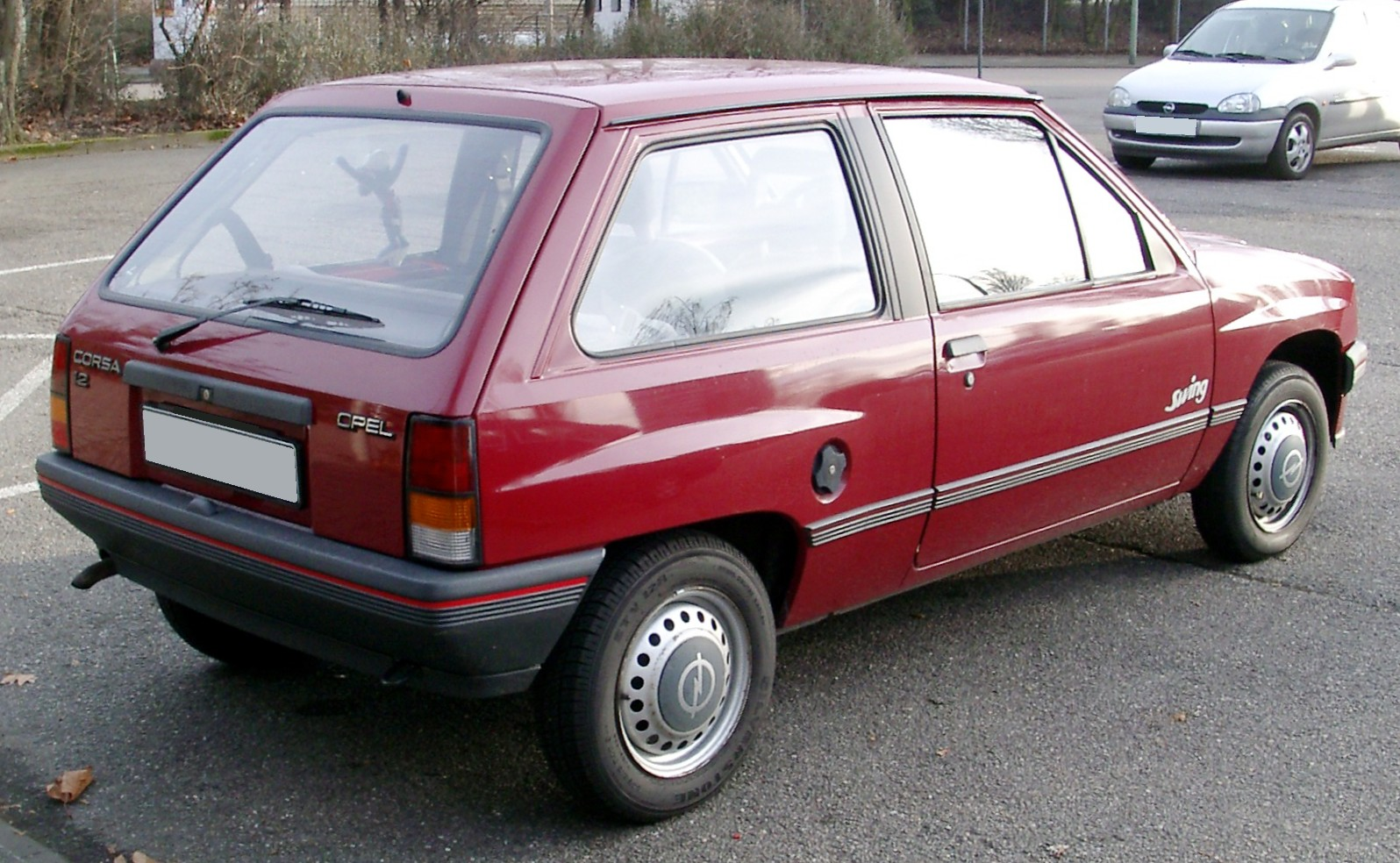
Vue arrière
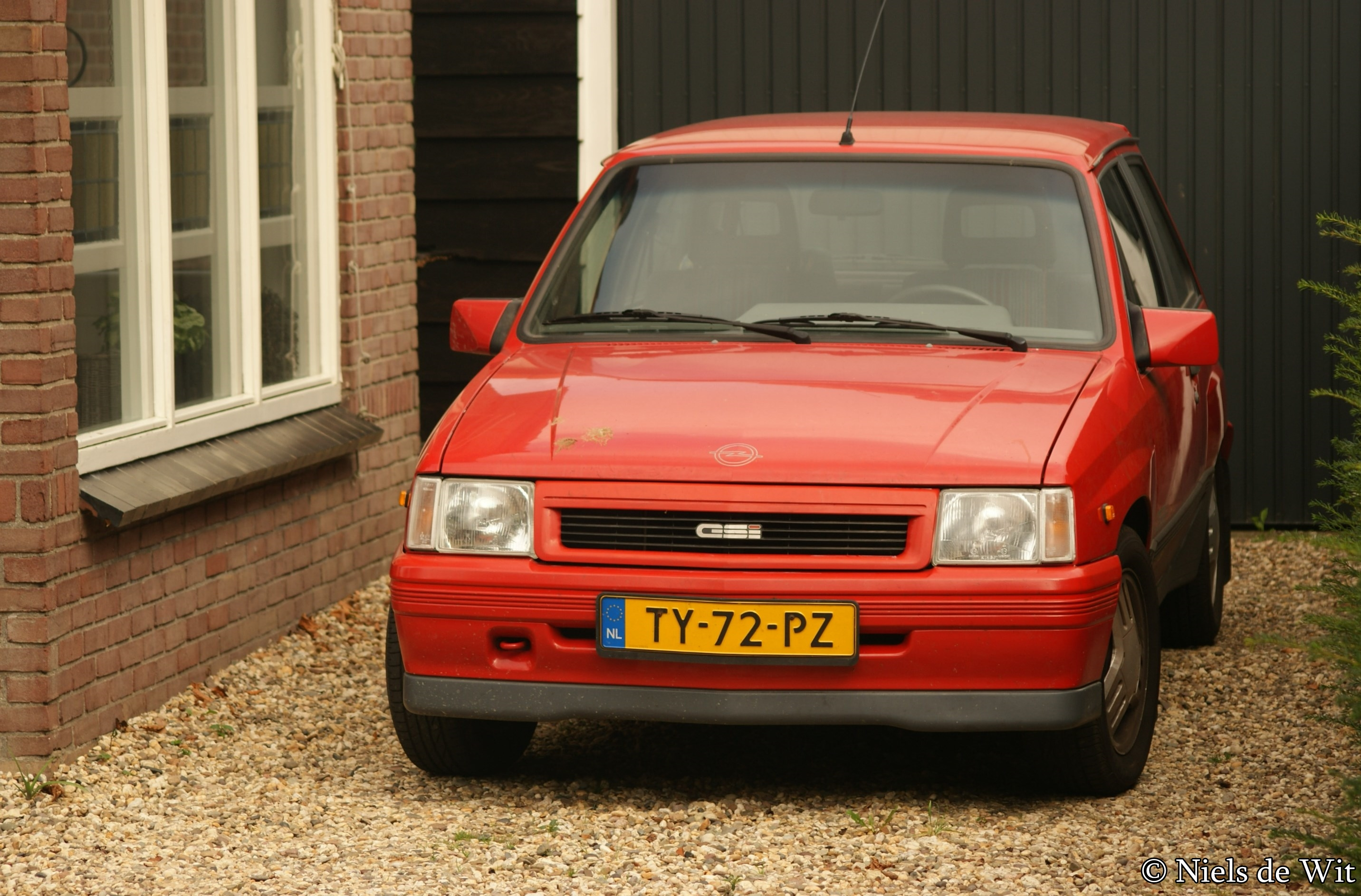
Opel Corsa GSi (1988–1990)
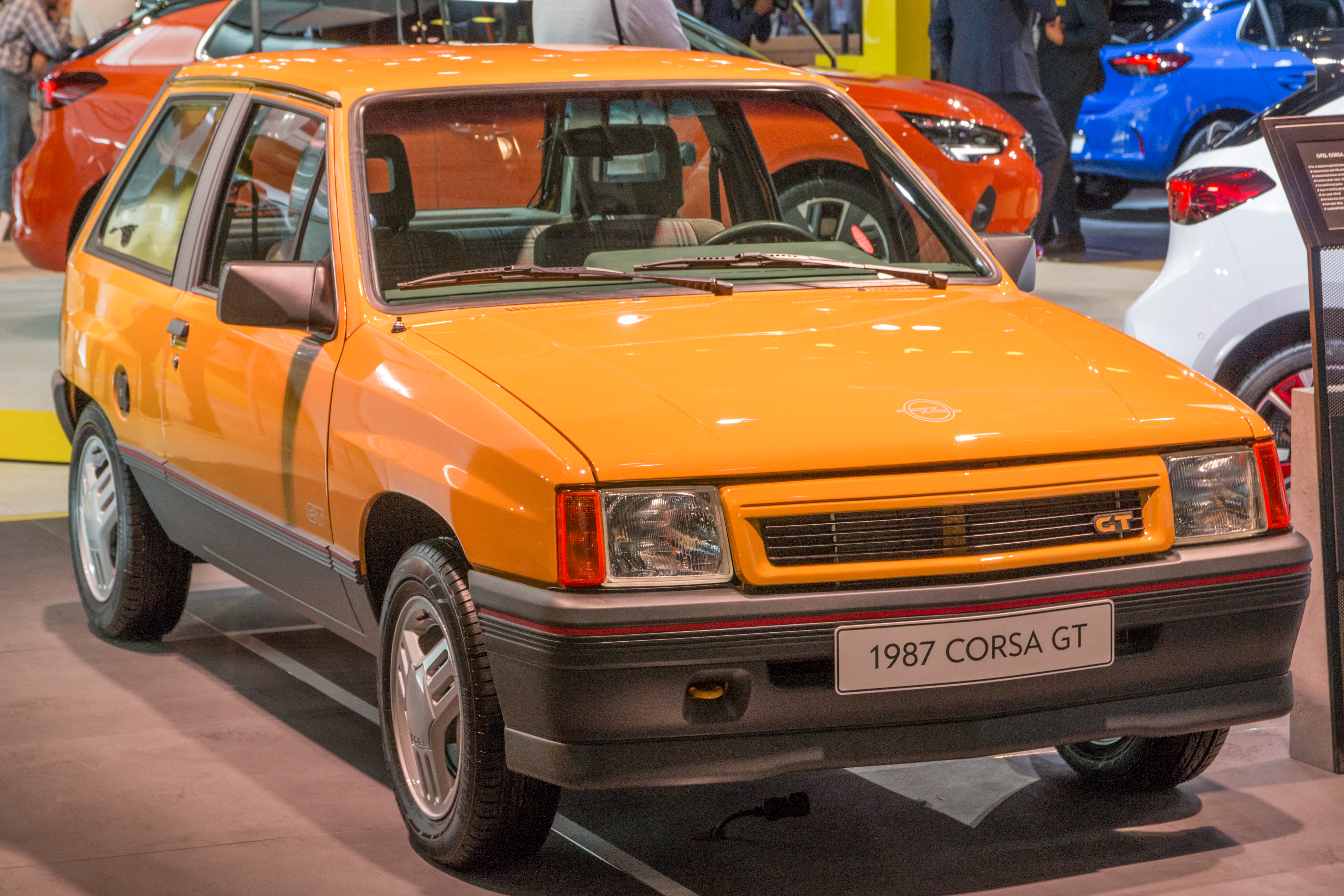
Opel Corsa GT (1987)

### Deuxième lifting
Lors du deuxième lifting en septembre 1990, la calandre ainsi que les phares et clignotants, les pare-chocs, les bandes de protection latérales et les ailes au niveau des clignotants ont été à nouveau modifiés. Les nouveaux pare-chocs allaient désormais sur toute la surface à l'avant et à l'arrière sur toutes les versions et sont similaires à ceux de l'Astra F. Le logo de la marque est passé de la calandre au capot. À l’intérieur, la Corsa a reçu un nouveau tableau de bord au design complètement différent. De plus, l'équipement est devenu beaucoup plus étendu. Les modèles tricorps, qui n'étaient disponibles à l'exportation que depuis 1987, n'étaient désormais disponibles qu'avec quatre portes.
La Corsa Joy était nouvelle et présentait des tissus et des détails rouge vif, jaune, turquoise ou bleu à l'intérieur (avec des sièges sport en option). La peinture extérieure s'accordait avec les couleurs vives des tissus.
L'innovation technique la plus importante était le moteur 1.2i OHC avec pot catalytique et 33 kW/45 ch. Une version Eco a ensuite été lancée, équipée d'une boîte de vitesses à cinq rapports particulièrement longs et de pneus à résistance au roulement optimisée.
La Corsa GSi recevait initialement la version de 98 ch du moteur de 1,6 litre. En mai 1992, l'injection Motronic a été remplacée par une injection Multec-M (C16SE, toujours 74 kW/100 ch).

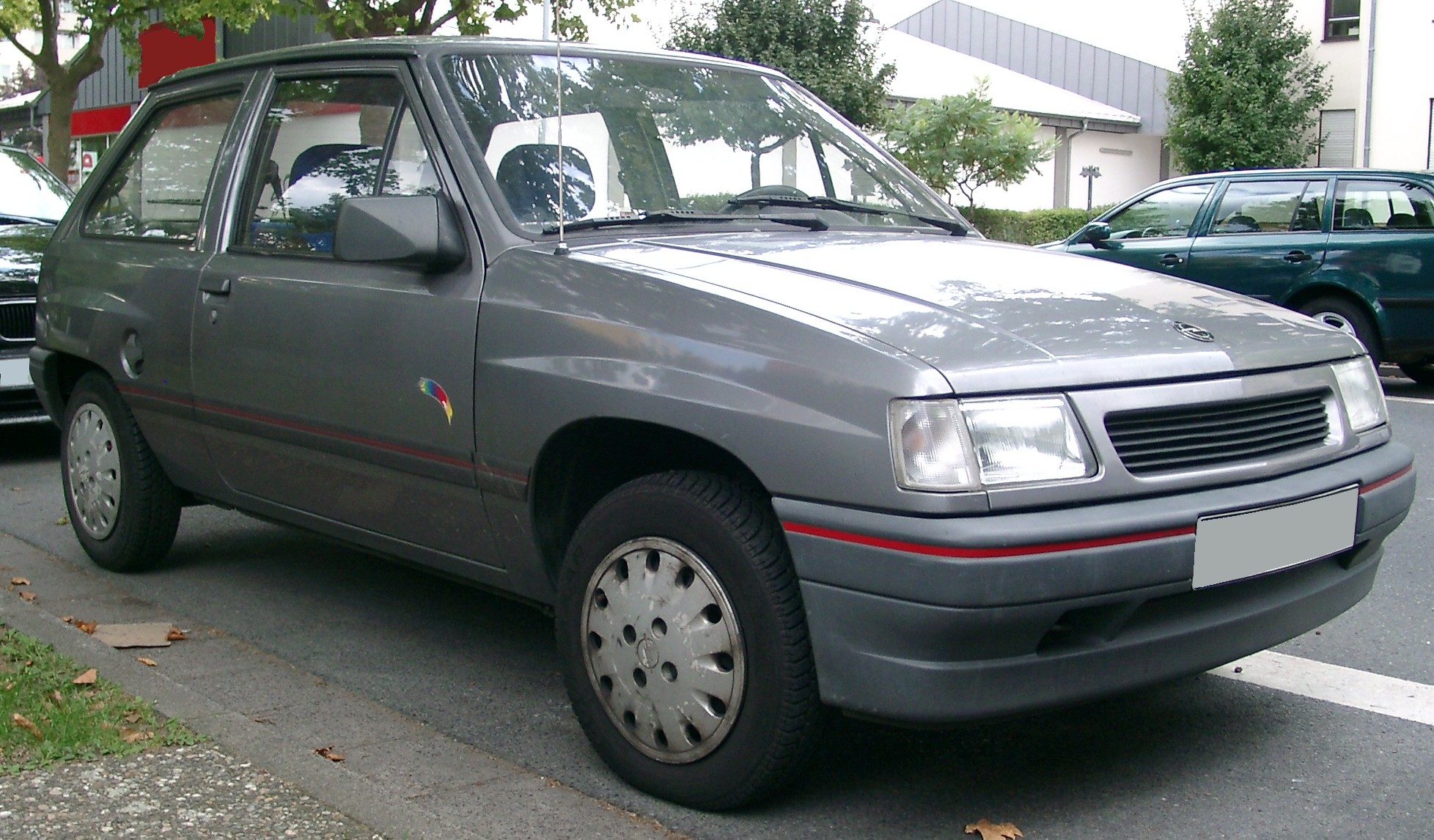
Opel Corsa Eco trois portes (1990–1993)
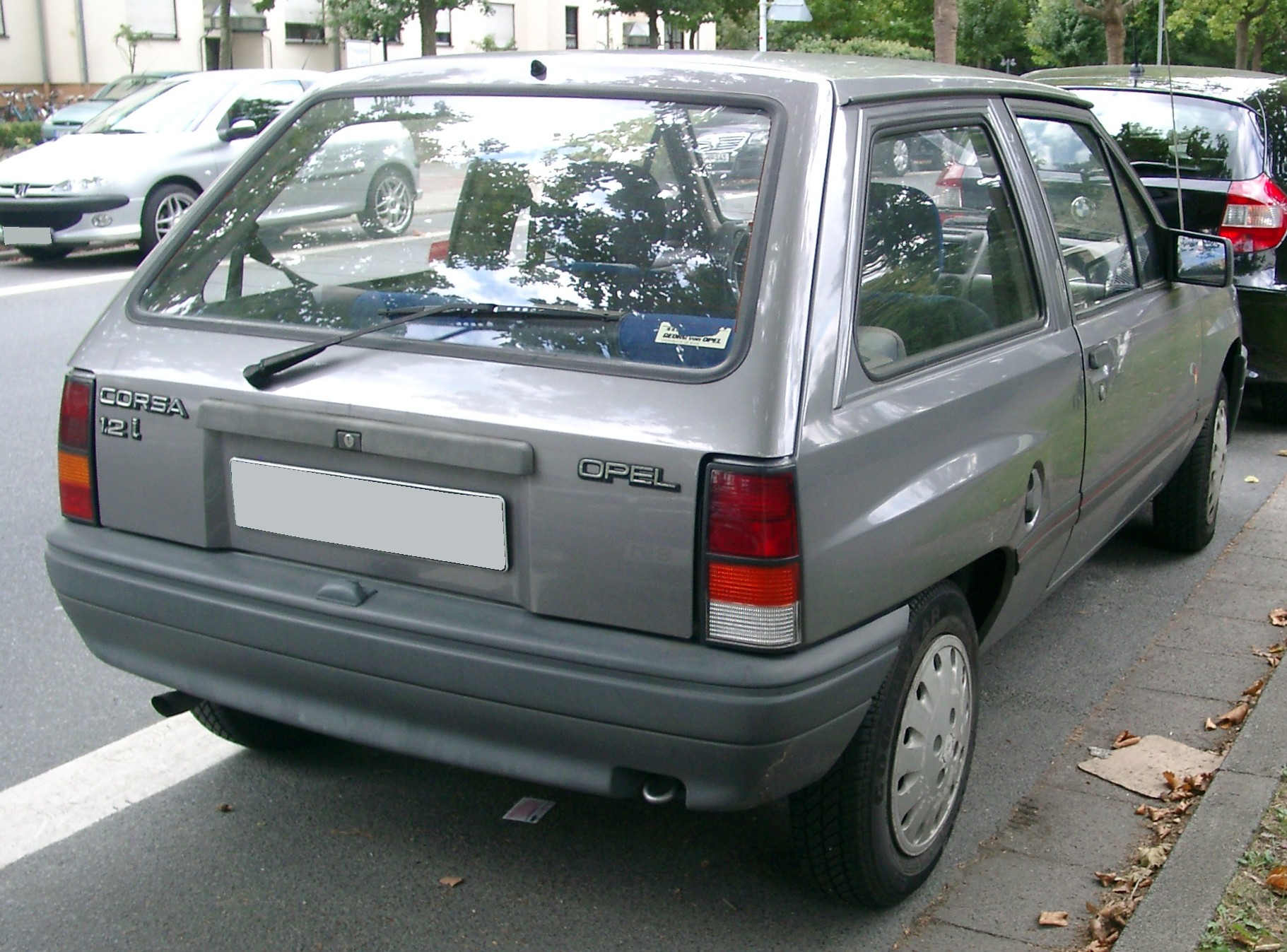
Vue arrière
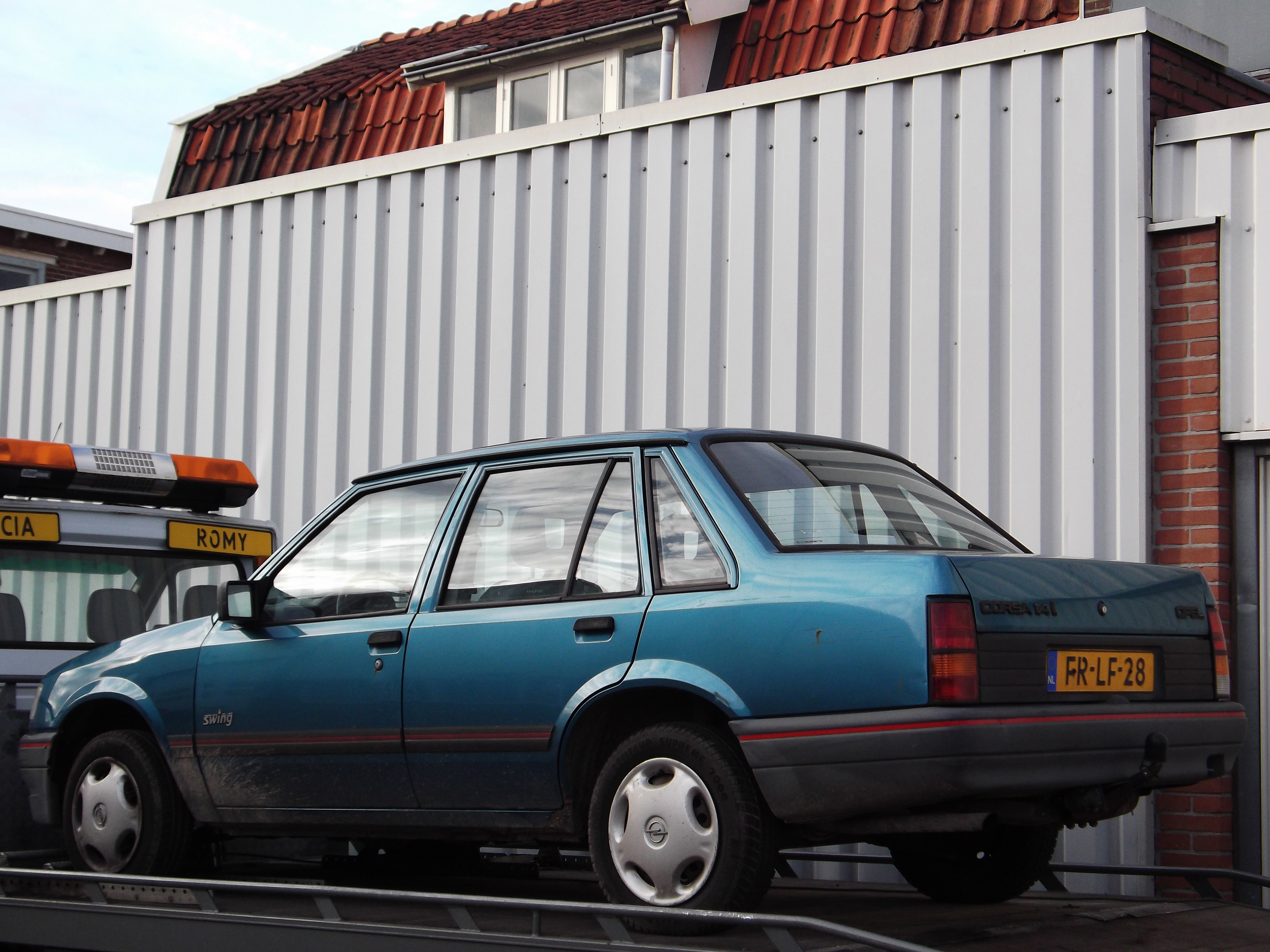
Vue arrière de la berline tricorps (1990–1993)

En mars 1993, la Corsa A est remplacée par la Corsa B. Environ 3,1 millions d'exemplaires ont été produits.

## Tuning
La Corsa A est devenue un objet de tuning populaire. Elle était proposée par des sociétés telles que Irmscher Automobilbau ou Lexmaul en cabriolet ou speedster, par Mattig avec une carrosserie large et par Michalak en spider biplace.

## Chiffres de production de la Corsa A
Environ 3 105 430 Corsa A ont été fabriquées entre 1982 et 1992,.
| Année                       | 1982   | 1983    | 1984    | 1985    | 1986    | 1987    | 1988    | 1989    | 1990    | 1991    | 1992    | Total     |
| --------------------------- | ------ | ------- | ------- | ------- | ------- | ------- | ------- | ------- | ------- | ------- | ------- | --------- |
| 1.0 2 portes                | 16.221 | 98.234  | 104.554 | 76.249  | 68.585  | 53.912  | 56.249  |         |         |         |         |           |
| 1.0 4 portes                |        |         | 5       | 15.903  | 22.515  | 15.914  | 14.745  |         |         |         |         |           |
| 1.0 tricorps 2 portes       | 1.764  | 20.669  | 11.953  | 5.791   | 4.501   | 2.744   | 3.814   |         |         |         |         |           |
| 1.0 tricorps 4 portes       |        |         | 2       | 5.949   | 6.677   | 3.133   | 3.354   |         |         |         |         |           |
| 1.2 2 portes                | 568    | 60.637  | 81.097  | 71.388  | 66.022  | 82.043  | 89.324  |         |         |         |         |           |
| 1.2 4 portes                |        |         | 5       | 27.401  | 29.767  | 26.866  | 32.850  |         |         |         |         |           |
| 1.2 tricorps 2 portes       | 3.304  | 45.113  | 33.692  | 18.593  | 8.679   | 5.852   | 5.305   |         |         |         |         |           |
| 1.2 tricorps 4 portes       |        |         | 6       | 21.631  | 24.618  | 20.059  | 23.982  |         |         |         |         |           |
| 1.3 2 portes                | 6      | 16.283  | 26.050  | 20.423  | 37.378  | 37.144  | 40.270  |         |         |         |         |           |
| 1.3 4 portes                |        |         | 5       | 6.378   | 7.724   | 6.854   | 8.200   |         |         |         |         |           |
| 1.3 tricorps 2 portes       | 2      | 5.404   | 2.624   | 914     | 1.055   | 1.167   | 833     |         |         |         |         |           |
| 1.3 tricorps 4 portes       |        |         | 5       | 6.481   | 6.675   | 6.309   | 6.831   |         |         |         |         |           |
| 1.5 D 2 portes              |        |         |         |         |         | 4.477   | 13.937  |         |         |         |         |           |
| 1.5 D 4 portes              |        |         |         |         |         | 3.969   | 9.187   |         |         |         |         |           |
| 1.5 D tricorps 2 portes     |        |         |         |         |         | 24      |         |         |         |         |         |           |
| 1.5 D tricorps 4 portes     |        |         |         |         |         | 1.177   | 3.500   |         |         |         |         |           |
| 1.5 TD 2 portes             |        |         |         |         |         | 3       | 4.181   |         |         |         |         |           |
| 1.5 TD 4 portes             |        |         |         |         |         | 4       | 3.870   |         |         |         |         |           |
| 1.5 TD tricorps 2 portes    |        |         |         |         |         |         | 1       |         |         |         |         |           |
| 1.5 TD tricorps 4 portes    |        |         |         |         |         | 1       | 704     |         |         |         |         |           |
| 1.6 2 portes                |        |         |         |         |         |         | 11.803  |         |         |         |         |           |
| Total                       | 21.865 | 246.340 | 259.998 | 277.101 | 284.196 | 271.652 | 322.940 | 350.473 | 360.723 | 369.820 | 340.322 | 3.105.430 |
| Dont Vauxhall               |        | 42.278  | 60.672  | 58.715  | 43.019  | 43.439  | 59.319  |         |         |         |         |           |
| Usine pilote de Rüsselsheim | 53     |         | 28      |         |         |         |         |         |         |         |         |           |